# Sitio de Veyes
La batalla de Veii, más conocida como el asedio de Veyes, es una batalla de la antigua Roma, aproximadamente en el año 396 a. C. La mayor fuente sobre esto es Ab urbe condita de Tito Livio.
Los romanos estaban comandados por un dictador (en la República romana era un nombramiento propio de casos de emergencia) llamado Marco Furio Camilo. Su oponente, la ciudad etrusca de Veyes, una gran ciudad próxima a Roma, la cual tenía a los romanos ocupados en una larga y no concluyente guerra durante la cual a menudo sufrió asedio. Para romper el asedio de una vez por todas, fue construido un túnel por debajo de la ciudad. 
Livio describe la escena en la que los veientinos estaban listos para salir de la ciudad, cuando la fuerza principal romana acampada en el exterior y el segundo campamento romano son atacados desde el túnel. Después de esto Camilo reza:
Apolo Pitio, dirigido e inspirado por tu voluntad, persevero en destruir la ciudad de Veii, y una décima parte del botín será dedica a ti. También, a la reina Juno, que ahora habita en Veii, suplico, que deberías seguirnos, después de nuestra victoria, a la ciudad que es de las nuestras y que pronto será tomada, donde un templo digno de vuestra majestad os recibirá.Tito Livio Ab urbe condita libri, V, 21.
Tras esto atacó desde todos lados. Los veientinos se preguntaban “qué habría sucedido para hacer que los romanos, después de que nunca traspasaran sus líneas por muchos días, ahora corran repentinamente hasta las murallas atacándolas con frenesí repentino”.
Al tiempo, los romanos salieron de la entrada del túnel dentro del templo de Juno y de las fuerzas de dentro y de fuera rápidamente tomaron Vetes. Después de que la lucha aflojara, Camillo ofreció perdonar a los desarmados, quienes comenzaron a entregarse, y los soldados empezaron a recolectar el botín.
La abundancia impresionó tanto a Camilo que dio un discurso durante el cual, al darse vuelta, tropezó. Esto fue visto como un presagio de lo que le sucedió más tarde, su condenación última y exilio de Roma, pero volvió años más tarde después de la batalla de Alia.